# Pianoconcert (Arnell)
Richard Arnell componeerde zijn pianoconcert opus 44 in de maanden november 1945 tot juni 1946. Later componeerde hij nog een pianoconcert, dat hij de titel Sections gaf; de pianoconcerten zijn niet genummerd.
Tijdens het componeren van zijn pianoconcert verbleef Arnell in de Verenigde Staten en werd bevriend met Bernard Herrmann, die dirigent van het CBS Symphony Orchestra was. Zo had Arnell een prima platform om zijn composities te laten uitvoeren. In januari 1947 vond dan ook de première met genoemd orkest en dirigent plaats; de huispianiste van CBS was destijds Vera Brodsky. Na nog een aantal uitvoeringen (en publicatie in 1951) met onder andere de pianist Ross Pratt op de Proms van 2 september 1957 verdween het concert in de kast en kwam pas onlangs weer boven tafel voor een uitvoering. Dit keer in het kader van een kleine revival van Arnell’s muziek, aangeslingerd door het Britse platenlabel Dutton, in een serie van "vergeten" Britse muziek.

## Compositie
Delen:
1. Allegro – Molto apassionato
2. Andante, con molto – cadenza
3. Poco presto.

Het pianoconcert is geschreven in de neoclassicistische stijl en doet denken aan pianoconcerten van Mozart, maar dan met 20e-eeuwse invloeden. De 20e-eeuwse invloeden zijn hoorbaar door het soms hameren op de toetsen in volle octaven, de koralen en het gebruik van pauken en grote trom. De lichtvoetigheid en de wijze van melodie wijzen meer naar de kant van Mozart en consorten. Arnell combineert zijn eigen lyrische stijl met het bravoure van de Amerikanen en komt met een robuust concert. Naast de versie voor piano en orkest is er ook een versie voor twee piano's.

## Orkestratie
- solo piano
- 3 dwarsfluiten, 2 hobo’s, 2 klarinetten, 3 fagotten
- 4 hoorns, 3 trompetten, 3 trombones, 1 tuba
- pauken,
- violen, altviolen, celli, contrabassen

## Bron en discografie
- Uitgave Dutton Epoch: solist David Owen Norris, Royal Scottish National Orchestra o.l.v. Martin Yates
- Bristish Music Information Center
- richardarnell.com